# Пхадке, Васудев Балвант
Васудев Балвант Пхадке (хинди वासुदेव बलवन्त फड़के; 4 ноября 1845, Райгад, Бомбейское президентство, Британская Индия — 17 февраля 1883, Аден) — индийский борец за независимость Индии от британского колониального правления, революционер, патриот.

## Биография
Происходил из знатной, но обедневшей семьи; маратх по национальности, индус по религии, брахман по касте. Считая возможным свержение британского господства путём вооружённого восстания, пытался опереться на крестьянские массы, привлечь их для борьбы за свободу Индии. Во главе крестьянских отрядов совершал нападения на помещиков и ростовщиков. На отобранные у них средства стремился набрать воинов-профессионалов, которые, по его планам, должны были стать ядром народного ополчения. 
Британскиее власти предложили вознаграждение за его поимку, которое увенчалось успехом: кто-то предал Пхадке, и он был схвачен в храме после ожесточенного боя в городе Каладжи 20 июля 1879 года, когда он направлялся в Пандхарпур. Осуждён колониальным судом на пожизненную каторгу. Пхадке был доставлен в тюрьму в Адене в Йемене, но сбежал из тюрьмы, сняв дверь с петель в феврале 1883 года. Вскоре его поймали, а затем он объявил голодовку и умер в тюремной крепости Адена 17 февраля 1883 года.